# Абдулай Бадемба
Абдулай Бадемба (д/н — 1814) — 5-й альмамі імамату Фута-Джаллон в 1798-1800, 1802—1804 і 1810—1814 роках.

## Життєпис
Син альмамі Карамоко Альфи. Брав участьу походах про поган за часів Ібрагіма Сорі I. 1780 року підтримав повалення останнього і сходження на трон Мамаду Садіу. Втім згодом розчарувався в його здатності панувати. Тому близько 1784 року повернувся на бік Ібрагіма Сорі I.
Зберігав деякий час вірність новому альмамі Саїду, сину Ібрагіма Сорі. Втім бажання того закріпити спадкову владу за своїм родом призвела до того, що за підтримки інших уламів Абдулай Бадемба повалив Саїда, ставши новим альмамі.
Для вирішення суперечок з кланом Сорійя він запропонував Абдулі Ґадірі панувати почергово по 2 роки. В результаті вдалося поліпити внутрішню стабільність. Знову почалися загарбницькі походи. Втім у 1808 році Абдул Ґадірі забажав зберегти владу й надалі. Тому Абдулай Бадемба повстав проти нього, змусивши того 1810 року тікати з країни.
З цього часу протягом 4 років він самостійно панував в імаматі. 1814 року Абудл Ґадірі повернувся з допомогою від Фута-Торо та вогнепальною зброєю. В результаті Абдулая Бадембу повалено й страчено.